# Association des sports et comité national olympique de l'île de Niue
L'Association des sports et comité national olympique de l'île de Niue , en anglais Niue Island Sports Association National Olympic Committee (NISANOC) est l’organisme qui est responsable du mouvement des Jeux du Commonwealth et des Jeux du Pacifique dans Niue, état associé de Nouvelle-Zélande.
Contrairement aux îles Cook avec leur comité national olympique, le CNO de Niue n'est pas membre du Comité international olympique bien que l'organisme soit toutefois membre associé de l'ANOC. Les athlètes participeraient au sein du Comité olympique de Nouvelle-Zélande mais en 2018, aucun sportif n’a été sélectionné.
Elle est signataire de l'Agence mondiale antidopage
La structure fait également office de promotion du sport du territoire dans les différentes compétitions internationales.